# Diechomma pretiosum
Diechomma pretiosum là một loài nhện trong họ Linyphiidae. Loài này được phát hiện ở Colombia.